# Françoise Christophe
Françoise Christophe (Parigi, 3 febbraio 1923 – Parigi, 8 gennaio 2012) è stata un'attrice francese.

## Biografia
Dopo aver seguito i corsi di arte drammatica sotto la direzione di René Simon, nel 1941 entrò al Conservatoire national supérieur d'art dramatique.
Dopo alcune partecipazioni cinematografiche in ruoli minori, tra le quali nel film Primo appuntamento (1941) e Tutti i giorni mi sposo (1942), entrambi diretti da Henri Decoin, ottenne il suo primo ruolo di rilievo nel 1947 nel film  Fantômas, per la regia di Jean Sacha, in cui impersonò la principessa Daniloff.
Specializzatasi in ruoli di aristocratiche, nel 1948 entrò alla Comédie Française dove negli anni successivi recitò in opere drammatiche di Alfred de Musset, Jean Giraudoux, Molière, Edmond Rostand, ma anche in commedie.
Tra i personaggi interpretati per il grande schermo, da ricordare quello di Lady McRashley nella commedia Fantomas contro Scotland Yard (1967), terza pellicola della trilogia diretta da André Hunebelle e dedicata al supercriminale Fantômas. L'anno successivo apparve nel film in costume Caroline chérie (1968), accanto a Vittorio De Sica.

## Filmografia parziale
- Fantômas, regia di Jean Sacha (1947)
- Scandalo ai Campi Elisi (Scandale aux Champs-Elysées), regia di Roger Blanc (1949)
- Naso di cuoio (Nez de cuir), regia di Yves Allégret (1952)
- Gli amori finiscono all'alba (Les amours finissent à l'aube), regia di Henri Calef (1953)
- Una donna libera, regia di Vittorio Cottafavi (1954)
- Le grandi famiglie (Les grandes familles), regia di Denys de La Patellière (1958)
- Il testamento di Orfeo (Le Testament d'Orphée), regia di Jean Cocteau (1960)
- I tre moschettieri (Les trois mousquetaires: Première époque - Les ferrets de la reine), regia di Bernard Borderie (1961)
- Gli invasori, regia di Mario Bava (1961)
- Tutti pazzi meno io (Le Roi de coeur), regia di Philippe de Broca (1966)
- Fantomas contro Scotland Yard (Fantômas contre Scotland Yard), regia di André Hunebelle (1967)
- Caroline chérie, regia di Denys de La Patellière (1968)
- La prigioniera (La Prisonnière), regia di Henri-Georges Clouzot (1968)
- Borsalino, regia di Jacques Deray (1970)
- La morte negli occhi del gatto, regia di Antonio Margheriti (1973)
- Storia di donne (Les Ailes de la colombe), regia di Benoît Jacquot (1981)
- Hello Goodbye, regia di Graham Guit (2008)

## Doppiatrici italiane
- Rosetta Calavetta in Gli invasori, I tre moschettieri
- Lia Orlandini in Una donna libera
- Anna Miserocchi in Caroline chérie